# Cvartetul „Voces”
Cvartetul „Voces” a luat ființă în anul 1973, la Iași, având următoarea componență inițială: Bujor Prelipcean – vioara I, Adrian Anania, vioara II, Gheorghe Haag la violă, Dan Prelipcean la violoncel. În 1975 a fost cooptat la vioara II și Anton Diaconu, iar în 1983, la violă, Constantin Stanciu. Din 1980 acesta a fost desemnat Cvartet de Stat al României.
Este considerat cel mai important ansamblu românesc de cvartet. Este menționat în dicționarele internaționale de specialitate și invitat la festivaluri din mari centre muzicale ca Bayreuth, Salzburg, Sienna și Toronto.
Membrii săi susțin și o importantă activitate didactică în cadrul Universității de Arte "George Enescu" din Iași fiind și profesori de onoare ai Academiei de Muzică din Cluj. În prezent, Cvartetul ,,Voces’’ se află sub comanda dirijorului Bujor Prelipcean.

## Premii
Ansamblul a câștigat printre altele Premiul I la Colmar (Franța, 1974) și Medalia de Argint la Bordeaux (Franța, 1976).

## Discografie
Cvartetul "Voces" a scos peste 50 de discuri, dintre care 28 sunt imprimări "live". În 2011, odată cu participarea la Festivalul „George Enescu”, cvartetul “Voces” a lansat - în premieră mondială - înregistrarea „Integralei cvartetelor de Beethoven – live recordings” pe 9 CD-uri. Sunt interpretate cele 17 cvartete de Beethoven și sunt însoțite de o cărticică ce conține explicații despre cvartetele beethoveniene și o scurtă trecere în revistă a activității Cvartetului Voces.